# Sebastian
Sébastien Akchoté-Bozovic (Boulogne-Billancourt, 3 de febrer de 1981) més conegut com a SebastiAn, és un músic, productor, compositor i DJ francès de french house i electro, que va guanyar popularitat el 2005 amb els seus primers treballs amb Ed Banger Records titulats HAL i Smoking Kills (?). També és conegut per les seves remescles per a artistes com Daft Punk, Beastie Boys, Klaxons, The Rapture, Cut Copy, Charlotte Gainsbourg, Editors i Rage Against the Machine, entre d'altres.

## Trajectòria
Akchoté és d'origen serbobosnià i és el germà menor del guitarrista Noël Akchoté. Els seus inicis en la música inclouen tant el jazz i les influències experimentals del seu germà gran, com el hip hop d'artistes com DJ Premier. La primera vegada que va començar a produir música tenia quinze anys.
Després de pulicar els EP, HAL i Smoking Kills (?) A través d'Ed Banger Records el 2005, SebastiAn va llançar una sèrie de notables remescles incloent «Pop the Glock» d'Uffie, «Bossy» de Kelis, «Golden Skans» de Klaxons, etc.
El 2006, Ed Banger Records va llançar l'EP Ross Ross Ross. El 2007, SebastiAn va compondre la banda sonora per a ser inclòs en la pel·lícula Steak de Mr. Oizo, al costat de Sebastien Tellier. L'EP Walkman 2 també va ser llançat el 2007 seguit de Motor el 2008. El setembre de 2008, Ed Banger Records va publicar SebastiAn Remixes, un disc de disset pistes.
El 2010, SebastiAn va produir el senzill Difficult per a Uffie en el seu primer àlbum d'estudi Sex Dreams and Denim Jeans, i va proporcionar un remix per a la pista titulada «Difficult (2006 Parties Remix)».
A inicis de 2011, SebastiAn va proporcionar la pista «Enio» per a l'àlbum compilatori d'Ed Banger Records Let the Children Techno. Posteriorment, SebastiAn va llançar el seu primer àlbum d'estudi titulat Total, acompanyat d'un videoclip que inclou una sèrie d'imatges de contingut violent i sexual.

## Discografia

### Àlbums d'estudi
- Total (2011)
- Thirst (2019)

### EP
- «H.A.L.» (2005)
- «Smooking Kills (?)» (2005)
- «Ross Ross Ross» (2006)
- «Walkman 2» (2007)
- «Motor» (2008)
- «Embody» (2011)
- «Love In Motion» amb Mayer Hawthorne (2011)
- «C.T.F.O.» amb M.I.A. (2011)
- Noël Akchoté, Coco & Sébastien Akchoté – «Coco Love In M.» (2011)
- The EP Collection (2012)

### Recopilatoris
- Ross Ross Ross/Productions & Remixes (2008)
- Remixes (2008)
- Notre jour viendra (2010)